# 군마조선초중급학교
군마조선초중급학교(일본어: 群馬朝鮮初中級学校)는 일본 군마현에 위치한 조선학교이다.
학교법인 군마조선학원이 운영하며, 초중학교에 상당하는 교육을 실시하고 있는 각종 학교이다.

## 연혁
- 1965년: 학교법인 인가

## 학과
- 초등부
- 중등부